# 丰塔纳尔
丰塔纳尔，是西班牙卡斯蒂利亚-拉曼恰瓜达拉哈拉省的一个市镇。总面积16平方公里，总人口1055人（2001年），人口密度66人/平方公里。